# Canton du Saulnois
Pour les articles homonymes, voir Saulnois (homonymie).
Le canton du Saulnois est une circonscription électorale française du département de la Moselle.

## Histoire
Un nouveau découpage territorial de la Moselle entre en vigueur à l'occasion des élections départementales de 2015. Il est défini par le décret du 18 février 2014, en application des lois du 17 mai 2013 (loi organique 2013-402 et loi 2013-403). Les conseillers départementaux sont, à compter de ces élections, élus au scrutin majoritaire binominal mixte. Les électeurs de chaque canton élisent au Conseil départemental, nouvelle appellation du Conseil général, deux membres de sexe différent, qui se présentent en binôme de candidats. Les conseillers départementaux sont élus pour 6 ans au scrutin binominal majoritaire à deux tours, l'accès au second tour nécessitant 12,5 % des inscrits au 1er tour. En outre la totalité des conseillers départementaux est renouvelée. Ce nouveau mode de scrutin nécessite un redécoupage des cantons dont le nombre est divisé par deux avec arrondi à l'unité impaire supérieure si ce nombre n'est pas entier impair, assorti de conditions de seuils minimaux. Dans la Moselle, le nombre de cantons passe ainsi de 51 à 27.
Le canton du Saulnois est formé de communes des anciens cantons de Château-Salins (31 communes), de Delme (35 communes), de Albestroff (26 communes), de Dieuze (22 communes), de Vic-sur-Seille (14 communes) et de Verny (7 communes). Avec ce redécoupage administratif, le territoire du canton s'affranchit des limites d'arrondissements, avec 127 communes incluses dans l'arrondissement de Sarrebourg-Château-Salins et sept dans celui de Metz. Le bureau centralisateur est situé à Château-Salins.

## Représentation
| Période élective | Période élective | Mandat | Mandat   | Identité              | Nuance | Nuance | Qualité |
| ---------------- | ---------------- | ------ | -------- | --------------------- | ------ | ------ | --- |
| 2015             | 2021             | 2015   | 2021     | Jeannine Berviller    |        | UDI    | Ancienne conseillère générale du canton de Château-Salins (2014-2015) Chef d'entreprise à Kappelkinger               |
| 2015             | 2021             | 2015   | 2021     | Fernand Lormant       |        | LR     | Vice-président du département, maire de Dieuze (1997-2020) Ancien conseiller général du canton de Dieuze (2000-2015) |
| 2021             | 2028             | 2021   | en cours | Gaëtan Benimeddourene |        | LR     | Ancien cadre Maire de Château-Salins                                                                                 |
| 2021             | 2028             | 2021   | en cours | Sylvie Bouschbacher   |        | DVD    | Fonctionnaire Maire de Insviller                                                                                     |

### Résultats détaillés

#### Élections de mars 2015
À l'issue du 1er tour des élections départementales de 2015, deux binômes sont en ballottage : Jeannine Berviller et Fernand Lormant (Union de la Droite, 31,43 %) et Norbert Degrelle et Bénédicte Oudin Stephan (FN, 28,94 %). Le taux de participation est de 54,63 % (12 832 votants sur 23 490 inscrits) contre 44,87 % au niveau départemental et 50,17 % au niveau national.
Au second tour, Jeannine Berviller et Fernand Lormant (Union de la Droite) sont élus avec 60,33 % des suffrages exprimés et un taux de participation de 52,51 % (6 737 voix pour 12 343 votants et 23 505 inscrits).

#### Élections de juin 2021
Le premier tour des élections départementales de 2021 est marqué par un très faible taux de participation (33,26 % au niveau national). Dans le canton du Saulnois, ce taux de participation est de 37,78 % (8 821 votants sur 23 346 inscrits) contre 26,75 % au niveau départemental. À l'issue de ce premier tour, deux binômes sont en ballottage : Gaëtan Benimeddourene et Sylvie Bouschbacher (DVD, 35,07 %) et Jeannine Berviller et Stéphane Nicolas (DVD, 30,67 %).
Le second tour des élections est marqué une nouvelle fois par une abstention massive équivalente au premier tour. Les taux de participation sont de 34,36 % au niveau national, 27,16 % dans le département et 37,64 % dans le canton du Saulnois. Gaëtan Benimeddourene et Sylvie Bouschbacher (DVD) sont élus avec 54,9 % des suffrages exprimés (4 380 voix pour 8 783 votants et 23 337 inscrits),,.

## Composition
Le canton du Saulnois comprend cent trente-cinq communes.
| Nom                                    | Code Insee | Intercommunalité | Superficie (km2) | Population (dernière pop. légale) | Densité (hab./km2) | Modifier                                    |
| -------------------------------------- | ---------- | ---------------- | ---------------- | --------------------------------- | ------------------ | ------------------------------------------- |
| Château-Salins (bureau centralisateur) | 57132      | CC du Saulnois   | 10,76            | 2 294 (2022)                      | 213                | modifier les données · modifier les données |
| Aboncourt-sur-Seille                   | 57002      | CC du Saulnois   | 3,63             | 66 (2022)                         | 18                 | modifier les données · modifier les données |
| Achain                                 | 57004      | CC du Saulnois   | 4,79             | 79 (2022)                         | 16                 | modifier les données · modifier les données |
| Ajoncourt                              | 57009      | CC du Saulnois   | 3,50             | 102 (2022)                        | 29                 | modifier les données · modifier les données |
| Alaincourt-la-Côte                     | 57010      | CC du Saulnois   | 4,17             | 168 (2022)                        | 40                 | modifier les données · modifier les données |
| Albestroff                             | 57011      | CC du Saulnois   | 19,30            | 610 (2022)                        | 32                 | modifier les données · modifier les données |
| Amelécourt                             | 57018      | CC du Saulnois   | 7,56             | 116 (2022)                        | 15                 | modifier les données · modifier les données |
| Attilloncourt                          | 57036      | CC du Saulnois   | 3,37             | 99 (2022)                         | 29                 | modifier les données · modifier les données |
| Aulnois-sur-Seille                     | 57040      | CC du Saulnois   | 5,09             | 308 (2022)                        | 61                 | modifier les données · modifier les données |
| Bacourt                                | 57045      | CC du Saulnois   | 3,89             | 113 (2022)                        | 29                 | modifier les données · modifier les données |
| Bassing                                | 57053      | CC du Saulnois   | 6,30             | 107 (2022)                        | 17                 | modifier les données · modifier les données |
| Baudrecourt                            | 57054      | CC du Saulnois   | 5,07             | 176 (2022)                        | 35                 | modifier les données · modifier les données |
| Bellange                               | 57059      | CC du Saulnois   | 3,83             | 57 (2022)                         | 15                 | modifier les données · modifier les données |
| Bénestroff                             | 57060      | CC du Saulnois   | 9,56             | 518 (2022)                        | 54                 | modifier les données · modifier les données |
| Bermering                              | 57065      | CC du Saulnois   | 5,73             | 201 (2022)                        | 35                 | modifier les données · modifier les données |
| Bezange-la-Petite                      | 57077      | CC du Saulnois   | 7,93             | 94 (2022)                         | 12                 | modifier les données · modifier les données |
| Bidestroff                             | 57081      | CC du Saulnois   | 7,95             | 121 (2022)                        | 15                 | modifier les données · modifier les données |
| Bioncourt                              | 57084      | CC du Saulnois   | 8,21             | 300 (2022)                        | 37                 | modifier les données · modifier les données |
| Blanche-Église                         | 57090      | CC du Saulnois   | 6,89             | 105 (2022)                        | 15                 | modifier les données · modifier les données |
| Bourdonnay                             | 57099      | CC du Saulnois   | 17,40            | 246 (2022)                        | 14                 | modifier les données · modifier les données |
| Bourgaltroff                           | 57098      | CC du Saulnois   | 9,75             | 226 (2022)                        | 23                 | modifier les données · modifier les données |
| Bréhain                                | 57107      | CC du Saulnois   | 3,59             | 100 (2022)                        | 28                 | modifier les données · modifier les données |
| Burlioncourt                           | 57120      | CC du Saulnois   | 7,36             | 123 (2022)                        | 17                 | modifier les données · modifier les données |
| Chambrey                               | 57126      | CC du Saulnois   | 14,39            | 317 (2022)                        | 22                 | modifier les données · modifier les données |
| Château-Bréhain                        | 57130      | CC du Saulnois   | 6,11             | 70 (2022)                         | 11                 | modifier les données · modifier les données |
| Château-Voué                           | 57133      | CC du Saulnois   | 7,47             | 106 (2022)                        | 14                 | modifier les données · modifier les données |
| Chenois                                | 57138      | CC du Saulnois   | 3,62             | 80 (2022)                         | 22                 | modifier les données · modifier les données |
| Chicourt                               | 57141      | CC du Saulnois   | 5,52             | 89 (2022)                         | 16                 | modifier les données · modifier les données |
| Conthil                                | 57151      | CC du Saulnois   | 9,31             | 136 (2022)                        | 15                 | modifier les données · modifier les données |
| Craincourt                             | 57158      | CC du Saulnois   | 9,06             | 228 (2022)                        | 25                 | modifier les données · modifier les données |
| Cutting                                | 57161      | CC du Saulnois   | 5,62             | 101 (2022)                        | 18                 | modifier les données · modifier les données |
| Dalhain                                | 57166      | CC du Saulnois   | 4,83             | 98 (2022)                         | 20                 | modifier les données · modifier les données |
| Delme                                  | 57171      | CC du Saulnois   | 5,09             | 1 150 (2022)                      | 226                | modifier les données · modifier les données |
| Dieuze                                 | 57177      | CC du Saulnois   | 9,35             | 2 792 (2022)                      | 299                | modifier les données · modifier les données |
| Domnom-lès-Dieuze                      | 57181      | CC du Saulnois   | 6,63             | 97 (2022)                         | 15                 | modifier les données · modifier les données |
| Donjeux                                | 57182      | CC du Saulnois   | 3,25             | 93 (2022)                         | 29                 | modifier les données · modifier les données |
| Donnelay                               | 57183      | CC du Saulnois   | 13,02            | 190 (2022)                        | 15                 | modifier les données · modifier les données |
| Fonteny                                | 57225      | CC du Saulnois   | 15,70            | 141 (2022)                        | 9,0                | modifier les données · modifier les données |
| Fossieux                               | 57228      | CC du Saulnois   | 5,06             | 186 (2022)                        | 37                 | modifier les données · modifier les données |
| Foville                                | 57231      | CC du Sud Messin | 3,45             | 103 (2022)                        | 30                 | modifier les données · modifier les données |
| Francaltroff                           | 57232      | CC du Saulnois   | 12,46            | 759 (2022)                        | 61                 | modifier les données · modifier les données |
| Frémery                                | 57236      | CC du Saulnois   | 4,39             | 88 (2022)                         | 20                 | modifier les données · modifier les données |
| Fresnes-en-Saulnois                    | 57238      | CC du Saulnois   | 12,89            | 197 (2022)                        | 15                 | modifier les données · modifier les données |
| Gelucourt                              | 57246      | CC du Saulnois   | 12,34            | 213 (2022)                        | 17                 | modifier les données · modifier les données |
| Gerbécourt                             | 57247      | CC du Saulnois   | 2,95             | 80 (2022)                         | 27                 | modifier les données · modifier les données |
| Givrycourt                             | 57248      | CC du Saulnois   | 2,77             | 92 (2022)                         | 33                 | modifier les données · modifier les données |
| Grémecey                               | 57257      | CC du Saulnois   | 9,04             | 100 (2022)                        | 11                 | modifier les données · modifier les données |
| Guébestroff                            | 57265      | CC du Saulnois   | 3,81             | 60 (2022)                         | 16                 | modifier les données · modifier les données |
| Guéblange-lès-Dieuze                   | 57266      | CC du Saulnois   | 4,89             | 148 (2022)                        | 30                 | modifier les données · modifier les données |
| Guébling                               | 57268      | CC du Saulnois   | 6,86             | 125 (2022)                        | 18                 | modifier les données · modifier les données |
| Guinzeling                             | 57278      | CC du Saulnois   | 4,83             | 62 (2022)                         | 13                 | modifier les données · modifier les données |
| Haboudange                             | 57281      | CC du Saulnois   | 10,50            | 231 (2022)                        | 22                 | modifier les données · modifier les données |
| Hampont                                | 57290      | CC du Saulnois   | 11,23            | 167 (2022)                        | 15                 | modifier les données · modifier les données |
| Hannocourt                             | 57292      | CC du Saulnois   | 4,21             | 15 (2022)                         | 3,6                | modifier les données · modifier les données |
| Haraucourt-sur-Seille                  | 57295      | CC du Saulnois   | 8,08             | 109 (2022)                        | 13                 | modifier les données · modifier les données |
| Honskirch                              | 57335      | CC du Saulnois   | 6,55             | 213 (2022)                        | 33                 | modifier les données · modifier les données |
| Insming                                | 57346      | CC du Saulnois   | 7,21             | 601 (2022)                        | 83                 | modifier les données · modifier les données |
| Insviller                              | 57347      | CC du Saulnois   | 8,34             | 171 (2022)                        | 21                 | modifier les données · modifier les données |
| Jallaucourt                            | 57349      | CC du Saulnois   | 8,41             | 139 (2022)                        | 17                 | modifier les données · modifier les données |
| Juvelize                               | 57353      | CC du Saulnois   | 7,82             | 72 (2022)                         | 9,2                | modifier les données · modifier les données |
| Juville                                | 57354      | CC du Saulnois   | 6,05             | 138 (2022)                        | 23                 | modifier les données · modifier les données |
| Lagarde                                | 57375      | CC du Saulnois   | 22,26            | 181 (2022)                        | 8,1                | modifier les données · modifier les données |
| Laneuveville-en-Saulnois               | 57381      | CC du Saulnois   | 6,49             | 285 (2022)                        | 44                 | modifier les données · modifier les données |
| Lemoncourt                             | 57391      | CC du Saulnois   | 5,41             | 59 (2022)                         | 11                 | modifier les données · modifier les données |
| Léning                                 | 57394      | CC du Saulnois   | 6,49             | 329 (2022)                        | 51                 | modifier les données · modifier les données |
| Lesse                                  | 57395      | CC du Saulnois   | 8,34             | 204 (2022)                        | 24                 | modifier les données · modifier les données |
| Ley                                    | 57397      | CC du Saulnois   | 6,13             | 107 (2022)                        | 17                 | modifier les données · modifier les données |
| Lezey                                  | 57399      | CC du Saulnois   | 7,51             | 90 (2022)                         | 12                 | modifier les données · modifier les données |
| Lhor                                   | 57410      | CC du Saulnois   | 5,40             | 145 (2022)                        | 27                 | modifier les données · modifier les données |
| Lidrezing                              | 57401      | CC du Saulnois   | 10,04            | 83 (2022)                         | 8,3                | modifier les données · modifier les données |
| Lindre-Basse                           | 57404      | CC du Saulnois   | 8,28             | 222 (2022)                        | 27                 | modifier les données · modifier les données |
| Lindre-Haute                           | 57405      | CC du Saulnois   | 2,46             | 49 (2022)                         | 20                 | modifier les données · modifier les données |
| Liocourt                               | 57406      | CC du Saulnois   | 3,17             | 143 (2022)                        | 45                 | modifier les données · modifier les données |
| Lostroff                               | 57417      | CC du Saulnois   | 4,96             | 71 (2022)                         | 14                 | modifier les données · modifier les données |
| Loudrefing                             | 57418      | CC du Saulnois   | 23,00            | 301 (2022)                        | 13                 | modifier les données · modifier les données |
| Lubécourt                              | 57423      | CC du Saulnois   | 3,45             | 67 (2022)                         | 19                 | modifier les données · modifier les données |
| Lucy                                   | 57424      | CC du Saulnois   | 7,36             | 228 (2022)                        | 31                 | modifier les données · modifier les données |
| Maizières-lès-Vic                      | 57434      | CC du Saulnois   | 25,99            | 470 (2022)                        | 18                 | modifier les données · modifier les données |
| Malaucourt-sur-Seille                  | 57436      | CC du Saulnois   | 7,17             | 131 (2022)                        | 18                 | modifier les données · modifier les données |
| Manhoué                                | 57440      | CC du Saulnois   | 4,10             | 142 (2022)                        | 35                 | modifier les données · modifier les données |
| Marimont-lès-Bénestroff                | 57446      | CC du Saulnois   | 3,99             | 53 (2022)                         | 13                 | modifier les données · modifier les données |
| Marsal                                 | 57448      | CC du Saulnois   | 11,11            | 234 (2022)                        | 21                 | modifier les données · modifier les données |
| Marthille                              | 57451      | CC du Saulnois   | 10,20            | 167 (2022)                        | 16                 | modifier les données · modifier les données |
| Molring                                | 57470      | CC du Saulnois   | 3,26             | 9 (2022)                          | 2,8                | modifier les données · modifier les données |
| Moncheux                               | 57472      | CC du Sud Messin | 7,35             | 146 (2022)                        | 20                 | modifier les données · modifier les données |
| Moncourt                               | 57473      | CC du Saulnois   | 6,74             | 63 (2022)                         | 9,3                | modifier les données · modifier les données |
| Montdidier                             | 57478      | CC du Saulnois   | 1,93             | 87 (2022)                         | 45                 | modifier les données · modifier les données |
| Morville-lès-Vic                       | 57485      | CC du Saulnois   | 8,14             | 111 (2022)                        | 14                 | modifier les données · modifier les données |
| Morville-sur-Nied                      | 57486      | CC du Saulnois   | 5,64             | 118 (2022)                        | 21                 | modifier les données · modifier les données |
| Moyenvic                               | 57490      | CC du Saulnois   | 14,48            | 329 (2022)                        | 23                 | modifier les données · modifier les données |
| Mulcey                                 | 57493      | CC du Saulnois   | 8,34             | 209 (2022)                        | 25                 | modifier les données · modifier les données |
| Munster                                | 57494      | CC du Saulnois   | 6,60             | 235 (2022)                        | 36                 | modifier les données · modifier les données |
| Nébing                                 | 57496      | CC du Saulnois   | 7,36             | 332 (2022)                        | 45                 | modifier les données · modifier les données |
| Neufvillage                            | 57501      | CC du Saulnois   | 0,61             | 48 (2022)                         | 79                 | modifier les données · modifier les données |
| Obreck                                 | 57520      | CC du Saulnois   | 3,24             | 37 (2022)                         | 11                 | modifier les données · modifier les données |
| Ommeray                                | 57524      | CC du Saulnois   | 10,12            | 128 (2022)                        | 13                 | modifier les données · modifier les données |
| Oriocourt                              | 57525      | CC du Saulnois   | 4,44             | 56 (2022)                         | 13                 | modifier les données · modifier les données |
| Oron                                   | 57528      | CC du Saulnois   | 5,37             | 107 (2022)                        | 20                 | modifier les données · modifier les données |
| Pettoncourt                            | 57538      | CC du Saulnois   | 4,90             | 298 (2022)                        | 61                 | modifier les données · modifier les données |
| Pévange                                | 57539      | CC du Saulnois   | 1,94             | 40 (2022)                         | 21                 | modifier les données · modifier les données |
| Prévocourt                             | 57555      | CC du Saulnois   | 6,77             | 110 (2022)                        | 16                 | modifier les données · modifier les données |
| Puttigny                               | 57558      | CC du Saulnois   | 7,47             | 74 (2022)                         | 9,9                | modifier les données · modifier les données |
| Puzieux                                | 57559      | CC du Saulnois   | 6,27             | 168 (2022)                        | 27                 | modifier les données · modifier les données |
| Réning                                 | 57573      | CC du Saulnois   | 3,95             | 129 (2022)                        | 33                 | modifier les données · modifier les données |
| Riche                                  | 57580      | CC du Saulnois   | 6,34             | 184 (2022)                        | 29                 | modifier les données · modifier les données |
| Rodalbe                                | 57587      | CC du Saulnois   | 10,57            | 246 (2022)                        | 23                 | modifier les données · modifier les données |
| Rorbach-lès-Dieuze                     | 57595      | CC du Saulnois   | 4,21             | 48 (2022)                         | 11                 | modifier les données · modifier les données |
| Sailly-Achâtel                         | 57605      | CC du Sud Messin | 8,18             | 316 (2022)                        | 39                 | modifier les données · modifier les données |
| Saint-Epvre                            | 57609      | CC du Saulnois   | 4,67             | 176 (2022)                        | 38                 | modifier les données · modifier les données |
| Saint-Jure                             | 57617      | CC du Sud Messin | 10,61            | 281 (2022)                        | 26                 | modifier les données · modifier les données |
| Saint-Médard                           | 57621      | CC du Saulnois   | 9,89             | 106 (2022)                        | 11                 | modifier les données · modifier les données |
| Salonnes                               | 57625      | CC du Saulnois   | 12,69            | 171 (2022)                        | 13                 | modifier les données · modifier les données |
| Secourt                                | 57643      | CC du Sud Messin | 7,31             | 202 (2022)                        | 28                 | modifier les données · modifier les données |
| Sotzeling                              | 57657      | CC du Saulnois   | 3,66             | 25 (2022)                         | 6,8                | modifier les données · modifier les données |
| Tarquimpol                             | 57664      | CC du Saulnois   | 4,09             | 60 (2022)                         | 15                 | modifier les données · modifier les données |
| Tincry                                 | 57674      | CC du Saulnois   | 8,47             | 173 (2022)                        | 20                 | modifier les données · modifier les données |
| Torcheville                            | 57675      | CC du Saulnois   | 6,14             | 117 (2022)                        | 19                 | modifier les données · modifier les données |
| Vahl-lès-Bénestroff                    | 57685      | CC du Saulnois   | 8,97             | 146 (2022)                        | 16                 | modifier les données · modifier les données |
| Val-de-Bride                           | 57270      | CC du Saulnois   | 11,12            | 518 (2022)                        | 47                 | modifier les données · modifier les données |
| Vannecourt                             | 57692      | CC du Saulnois   | 9,55             | 69 (2022)                         | 7,2                | modifier les données · modifier les données |
| Vaxy                                   | 57702      | CC du Saulnois   | 5,31             | 169 (2022)                        | 32                 | modifier les données · modifier les données |
| Vergaville                             | 57706      | CC du Saulnois   | 13,17            | 537 (2022)                        | 41                 | modifier les données · modifier les données |
| Vibersviller                           | 57711      | CC du Saulnois   | 13,02            | 384 (2022)                        | 29                 | modifier les données · modifier les données |
| Vic-sur-Seille                         | 57712      | CC du Saulnois   | 19,50            | 1 325 (2022)                      | 68                 | modifier les données · modifier les données |
| Vigny                                  | 57715      | CC du Sud Messin | 5,83             | 386 (2022)                        | 66                 | modifier les données · modifier les données |
| Villers-sur-Nied                       | 57719      | CC du Saulnois   | 4,25             | 81 (2022)                         | 19                 | modifier les données · modifier les données |
| Virming                                | 57723      | CC du Saulnois   | 10,77            | 295 (2022)                        | 27                 | modifier les données · modifier les données |
| Vittersbourg                           | 57725      | CC du Saulnois   | 7,13             | 336 (2022)                        | 47                 | modifier les données · modifier les données |
| Viviers                                | 57727      | CC du Saulnois   | 7,20             | 122 (2022)                        | 17                 | modifier les données · modifier les données |
| Vulmont                                | 57737      | CC du Sud Messin | 3,09             | 31 (2022)                         | 10                 | modifier les données · modifier les données |
| Wuisse                                 | 57753      | CC du Saulnois   | 14,56            | 62 (2022)                         | 4,3                | modifier les données · modifier les données |
| Xanrey                                 | 57754      | CC du Saulnois   | 7,81             | 110 (2022)                        | 14                 | modifier les données · modifier les données |
| Xocourt                                | 57755      | CC du Saulnois   | 4,88             | 99 (2022)                         | 20                 | modifier les données · modifier les données |
| Zarbeling                              | 57759      | CC du Saulnois   | 3,87             | 67 (2022)                         | 17                 | modifier les données · modifier les données |
| Zommange                               | 57763      | CC du Saulnois   | 6,34             | 44 (2022)                         | 6,9                | modifier les données · modifier les données |
| Canton du Saulnois                     | 5723       |                  | 1 020,17         | 29 567 (2022)                     | 29                 | modifier les données                        |

## Démographie
En 2022, le canton comptait 29 567 habitants, en évolution de −3,48 % par rapport à 2016 (Moselle : +0,52 %, France hors Mayotte : +2,11 %).
| 2013   | 2018   | 2022   |
| ------ | ------ | ------ |
| 31 149 | 30 281 | 29 567 |